# Puente de la Libertad
El puente de la Libertad (en italiano: Ponte della Libertà) es el puente carretero que une la ciudad de Venecia desde Piazzale Roma con el continente. 

## Descripción

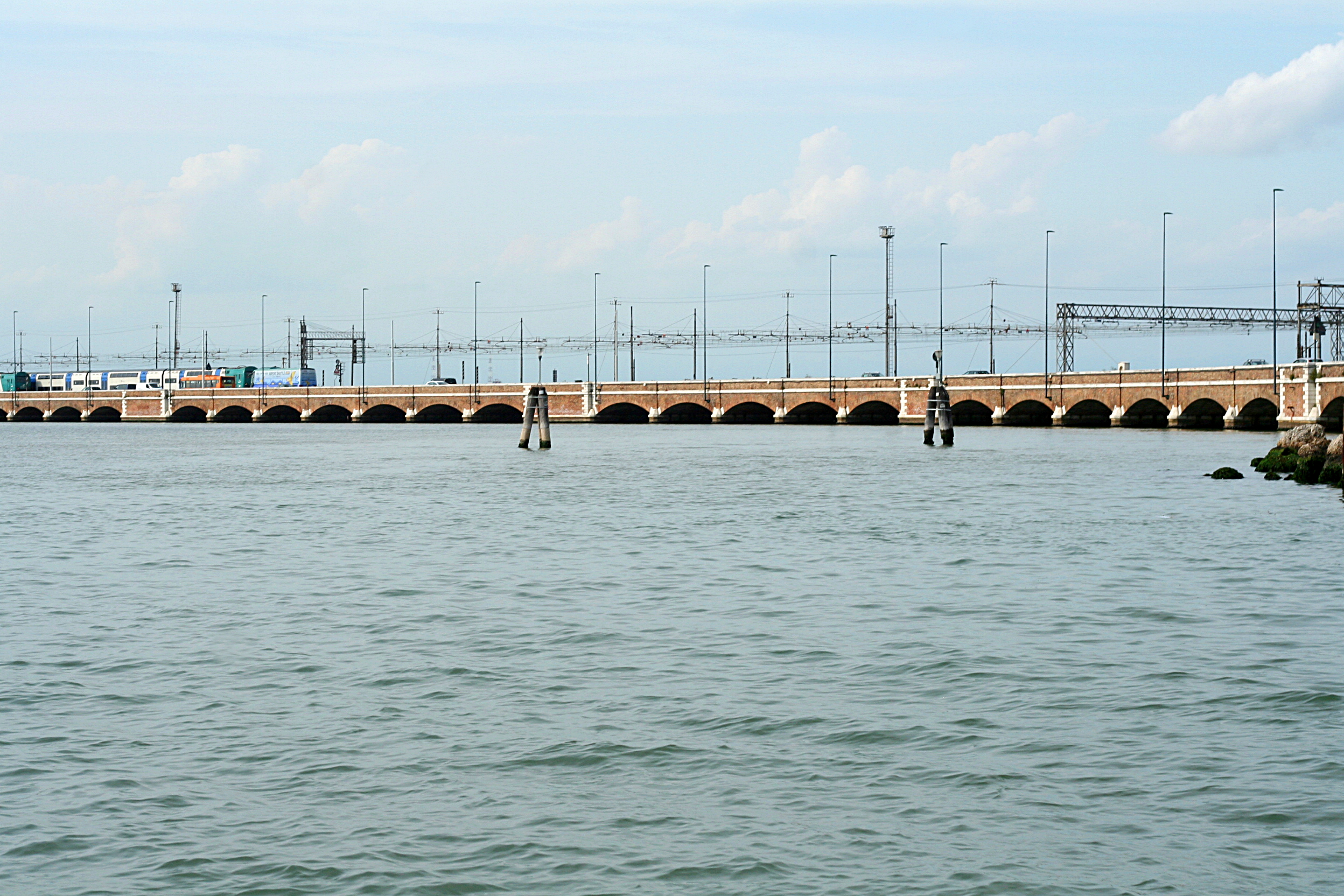
Lado sureste de ponte della Liberta.

Diseñado en 1931 por el ingeniero Eugenio Miozzi e inaugurado por Benito Mussolini el 25 de abril de 1933 bajo el nombre puente Littorio es la única vía de acceso para la circulación de vehículos a la capital de la Región del Véneto.
El puente fue construido en casi toda su longitud junto al antiguo puente ferroviario construido por el Reino Lombardo-Véneto en 1842. 
Al final de la Segunda Guerra Mundial fue rebautizado con el nombre de puente de la Libertad en honor de la liberación del fascismo. 
El puente es el tramo final de la Carretera Estatal 11 "Padana Superior", tiene 3850 m de largo y consta de dos carriles en cada dirección. Está flanqueado por dos amplias aceras que funcionan también como ciclovías. El último tramo del puente (cerca de Venecia) presenta una única acera (falta la del lado ferrocarril) y el sector hacia Venecia se ensancha a 3 carriles, con un carril reservado para el transporte público.